# I tak, i nie
I tak, i nie (ang. I Do (But I Don’t)) – kanadyjska komedia romantyczna z 2004 roku w reżyserii Kelly’ego Makina, wyprodukowany przez wytwórnię Lifetime Television. Główne role w filmie zagrali Denise Richards, Dean Cain, Karen Cliche, Olivia Palenstein i Mimi Kuzyk.

## Fabuła
Lauren Crandell (Denise Richards) jest w seperacji z mężem Bradem. Kobieta zajmuje się organizowaniem ślubów i przyjęć weselnych. Podczas jednej z ceremonii pan młody, który postanawia zjechać na linie z wieży kościoła, zawisa na gzymsie. Lauren wzywa ekipę ratunkową. Wraz ze strażakami zjawia się sympatyczny Nick Corina (Dean Cain), który wzbudza jej zainteresowanie. Problemy zaczynają się, gdy Lauren dowiaduje się, że Nick jest narzeczonym jej nowej klientki.

## Obsada
- Denise Richards jako Lauren Crandell
- Dean Cain jako Nick Corina
- Karen Cliche jako Darla Tedanski
- Olivia Jones jako Bonnie
- Mimi Kuzyk jako Cookie
- Yannick Bisson jako James "Jay" Corina
- Barry Julien jako Mark
- David Lipper jako Brad
- Jessica Walter jako Gennifer